# Zamek teleskopowy
Zamek teleskopowy − ewolucyjna postać zamka swobodnego broni samopowtarzalnej wprowadzona po II wojnie światowej. W zamku teleskopowym część masy zamka przesunięta została do przodu wokół lufy lub ponad nią. Dzięki takiemu rozwiązaniu konstrukcje na nim oparte mogą być wyraźnie krótsze niż klasyczne pistolety maszynowe, w których cała masa zamka porusza się za lufą.

## Charakterystyka
Jedną z głównych konsekwencji oparcia konstrukcji klasycznych pistoletów maszynowych na prostym zamku swobodnym była konieczność nadania mu na tyle dużej masy, aby inercja zapobiegała przedwczesnemu otwarciu komory nabojowej przy stosowaniu relatywnie silnych naboi pistoletowych jak Parabellum. Skutkiem tego broń mimo mniejszych rozmiarów niż dotychczasowe uzbrojenie piechoty była ciężka (3,5 kg karabinu Mauser 98a wobec 4,18 kg MP-18 bez magazynka aż po 4,6 kg Suomi), zaś masywny i ciężki, co więcej poruszający się siłą odrzutu w tył i przód zamek utrudniał utrzymanie kontroli nad bronią, czym przyczyniał się do jej niskiej celności. 
Przekonstruowanie zamka do obejmującej lufę postaci teleskopowej pozwoliło na skrócenie broni, „schowanie” lufy w obudowie oraz jednoczesne przesunięciu magazynka naboi w uchwyt broni, co pozwala strzelcowi lepiej ją kontrolować, bowiem waga zarówno zamka jak i magazynka znajduje się blisko punktu chwytu. Jednocześnie mimo że zamek wciąż porusza się siłą odrzutu, część jego masy wciąż znajduje się ponad oraz przed chwytem.
| Nazwa                  | Długość bez kolby | Długość lufy | Waga    |
| ---------------------- | ----------------- | ------------ | ------- |
| MP 40 ze złożoną kolbą | 630 mm            | 251 mm       | 3,97 kg |
| Sa vz. 48              | 445 mm            | 284 mm       | 3,30 kg |
| Uzi                    | 470 mm            | 260 mm       | 3,5 kg  |

## Historia
De facto zamek teleskopowy jest istotą działania pistoletów samopowtarzalnych opartych na rozwiązaniach Browninga, w których zamek obejmuje lufę i porusza się wzdłuż niej. Pierwsze konstrukcje pistoletów maszynowych opracowane w czasie I wojny światowej, na których wzorowano późniejsze rozwiązania, oparto jednak na układzie broni długiej, wyposażając w drewniane łoże i kolbę, a ich ciężkie zamki poruszały się między zakończeniem lufy a kolbą pistoletu.
Jedną z pierwszych konstrukcji wykorzystujących zamek teleskopowy w pistoletach maszynowych był prototyp MCEM-2 skonstruowany w Wielkiej Brytanii w 1944 przez inż. Jerzego Podsędkowskiego, który jednak nigdy nie wszedł do produkcji.
Pierwszym produkowanym pistoletem maszynowym z zamkiem teleskopowym był czeski Samopal vzor 48 konstrukcji Jaroslava Holečka z 1948 roku. Ten szeroko eksportowany model wywarł wpływ na wiele późniejszych konstrukcji — wśród których znajduje się m.in. izraelskie Uzi. 
Swoistym konstrukcyjnym powrotem do pistoletowych źródeł jest polski PM-63 prof. Piotra Wilniewczyca. 

## Przykłady konstrukcji

Przykładowe konstrukcje z zamkiem teleskopowym
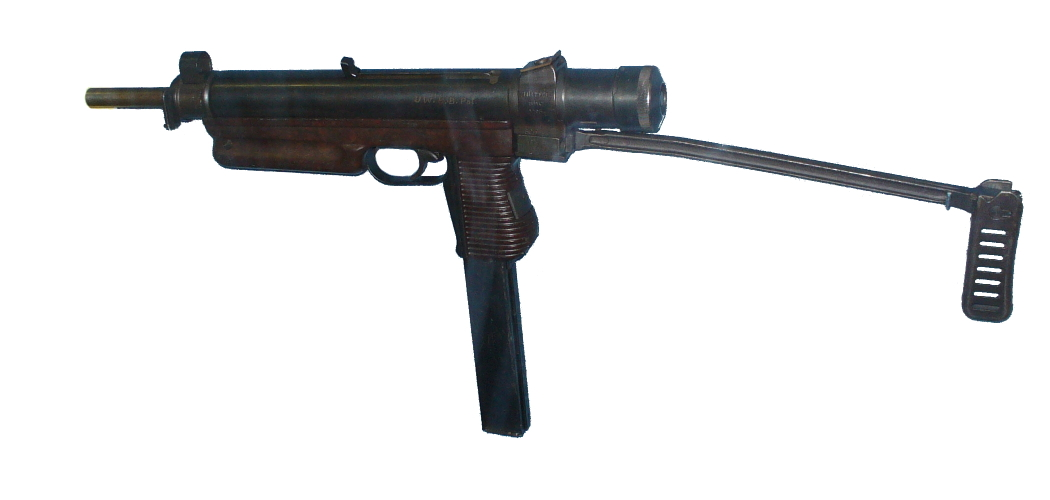
czeski Samopal vz. 48
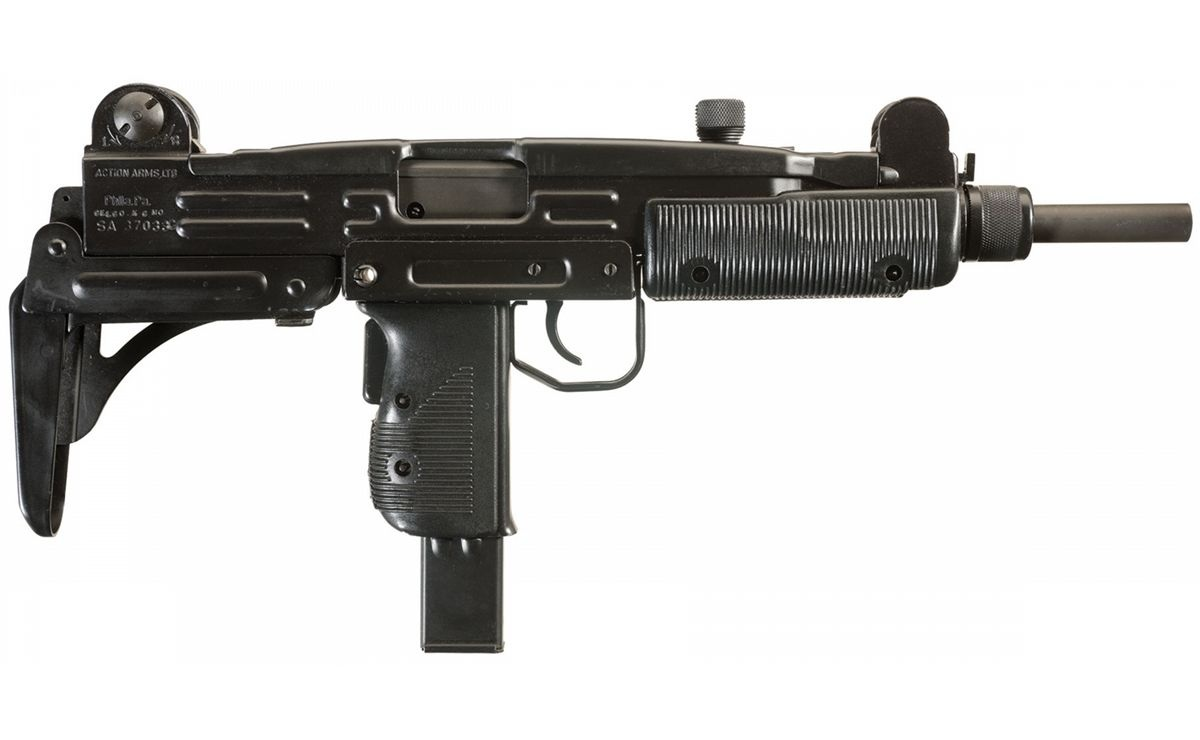
izraelski Uzi
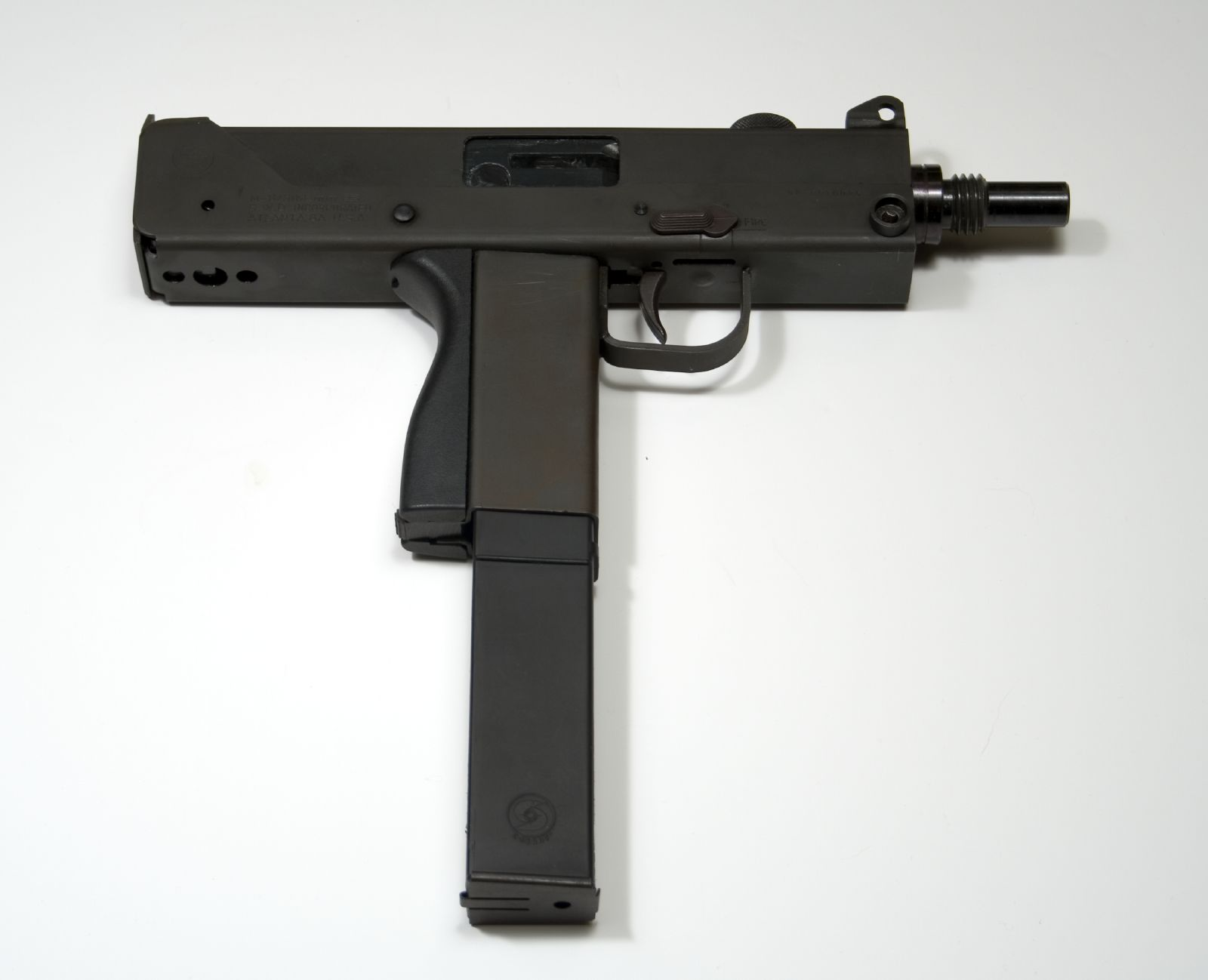
amerykański MAC11